# Boys Hill
Boys Hill – wieś w Anglii, w hrabstwie Dorset. Leży 21 km na północ od miasta Dorchester i 178 km na południowy zachód od Londynu.